# Премія YUNA (13-та церемонія вручення)
13-та щорічна українська національна професійна музична премія «YUNA» відбулася 23 травня 2024 року у міжнародному центрі культури і мистецтв Федерації профспілок України. Захід ушанував найкращих в українській музиці у період з 1 січня до 31 грудня 2023 року.

## Оголошення номінантів
7 березня 2024 року відбулося оголошення номінантів. Список оголосили у прямому етері на Youtube-каналі премії ведуча радіо «Промінь» Анна Заклецька та засновник і генеральний продюсер премії YUNA Павло Шилько.

## Церемонія нагородження
1 квітня стала відома дата і місце проведення церемонії, а саме 23 травня о 18:00 у міжнародному центрі культури і мистецтв Федерації профспілок України.
15 травня у київському закладі INKI BAR відбулося препаті премії YUNA 2024. На ньому було оголошено список гостей, які вручатимуть нагороди переможцям, а саме:
- Даша Квіткова — інфлуенсерка та амбасадорка соціальних проєктів;
- Ніколас Карма — інфлуенсер;
- Раміна Есхакзай — фото- і телемодель, відеоблогерка, авторка і ведуча;
- Олександр Терен — ветеран російсько-української війни, ведучий шоу «Відвал ніг, або ALL інклюзів»;
- Даніель Салем — ресторатор, телеведучий, учасник бойових дій у російсько-українській війні;
- Тата Кеплер — громадська діячка, продюсерка, рестораторка, волонтерка;
- Євген Синельников — режисер, телеведучий, мандрівник, актор, співавтор музичного тревел-шоу «Як звучить Україна»;
- Людмила «Люда з Голлівуду» Луцук — інфлуенсерка, блогерка;
- Олександр Волошин — блогер, співак;
- Анастасія Зражевська — представниця компанії-партнера премії YUNA;
- Марічка Падалко — телеведуча.

Разом з гостями призи вручатимуть представники музичної індустрії:
- Віталій Дроздов — продюсер, музикант, генеральний продюсер радіохолдингу ТАВР Медіа, член журі YUNA;
- Анна Свірідова — програмний директор радіо «П'ятниця», членкиня журі YUNA;
- Ірина Горова — співзасновниця продюсерського центру та генеральна директорка Pomitni, переможниця YUNA в категорії «Найкращий менеджмент»;
- Іван Марунич — музикант, засновник та фронтмен гурту Karta Svitu, переможець YUNA;
- Дмитро Єгоров та Катерина Соловйова — ведучі ранкового шоу «Ранок на автоматі» на Авторадіо;
- MONATIK — співак, танцюрист, автор пісень, саундпродюсер, композитор, переможець YUNA;
- Мохаммад Захур — співзасновник YUNA;
- Серж Гагарін — радіоведучий, продюсер, офіцер ЗСУ;
- KAMALIYA — співачка, заслужена артистка України.

## Номінанти та переможці
| Найкращий виконавець | Найкраща виконавиця |
| --- | --- |
| - Артем Пивоваров - Max Barskih - SHUMEI - YAKTAK | - Kola - DOROFEEVA - Jerry Heil - Klavdia Petrivna - ZLATA OGNEVICH |
| Найкращий поп-гурт | Найкращий рок-гурт |
| - Latexfauna - Kadnay - Kalush Orchestra - Kazka - Tvorchi | - Антитіла - Без обмежень - Жадан і Собаки - Kozak System - The Hardkiss |
| Найкраща пісня | Найкращий відеокліп |
| - Антитіла — «Фортеця Бахмут» - Klavdia Petrivna — «Знайди мене» - SHUMEI & ZLATA OGNEVICH — «Буревіями» - YAKTAK & Kola — «Порічка» - Артем Пивоваров — «Маніфест» | - Антитіла — «Фортеця Бахмут» на YouTube, реж. Віктор Скуратовський - DANTES — «Чуєш» на YouTube, реж. Юлія Паскаль - Max Barskih — «Rich» на YouTube, реж. Алан Бадоєв - SHUMEI & ZLATA OGNEVICH — «Буревіями» на YouTube, реж. Тетяна Короткова |
| Найкращий альбом | Відкриття року |
| - Джамала — «QIRIM» - Cheev — «Noir» - Max Barskih — «Зорепад» - Артем Пивоваров — «Твої вірші, мої ноти. Pt.1» - Циферблат — «Перетворення»                        | - Klavdia Petrivna - ADAM - Enleo - Максим Бородін - Циферблат |
| Найкращий дует / колаборація | Спеціальні відзнаки |
| - SHUMEI & ZLATA OGNEVICH — «Буревіями» - Kola & ADAM — «Зорепади» - MamaRika & Kola — «Люди» - YAKTAK & Kola — «Порічка» - Океан Ельзи & Kola — «Коли ми двоє»     | - Спеціальна відзнака за благодійний тур — Kozak System - Спеціальна відзнака за благодійність — Друга Ріка |

*Жирним шрифтом виділені переможці в кожній номінації.